# Гута-Ружанецька
Гута-Ружанецька (пол. Huta Różaniecka) — село в Польщі, у гміні Наріль Любачівського повіту Підкарпатського воєводства.
Населення — 394 особи (2011).
У 1975-1998 роках село належало до Перемишльського воєводства.

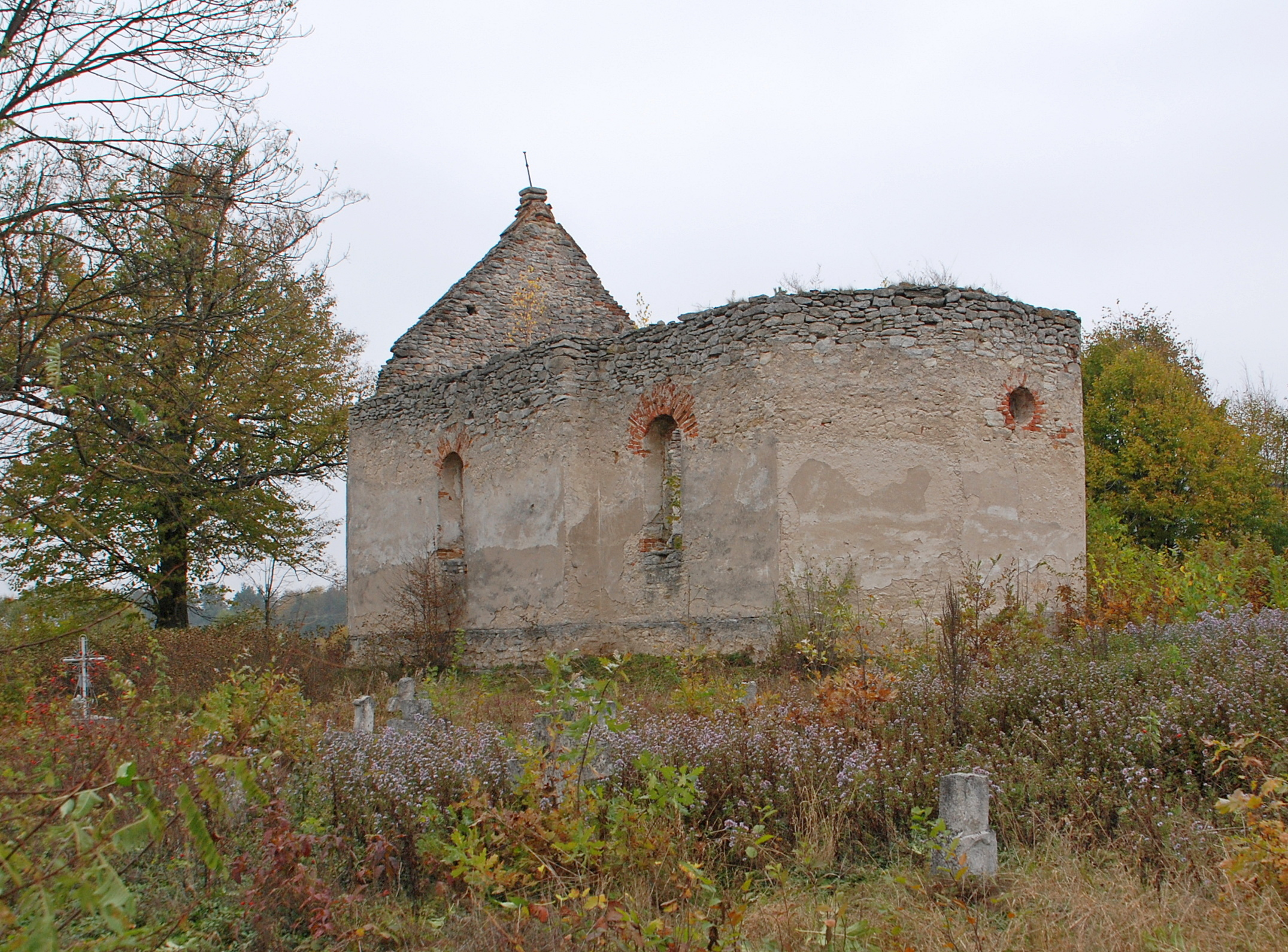
Руїни греко-католицької церкви.

## Демографія
Демографічна структура станом на 31 березня 2011 року:
|          | Загалом | Допрацездатний вік | Працездатний вік | Постпрацездатний вік |
| -------- | ------- | ------------------ | ---------------- | -------------------- |
| Чоловіки | 189     | 31                 | 125              | 33                   |
| Жінки    | 205     | 40                 | 92               | 73                   |
| Разом    | 394     | 71                 | 217              | 106                  |